# هاينريش براون
هاينريش براون (و. 1851 – 1920 م) هو عالم نبات، وأستاذ جامعي من الاتحاد الألماني، والإمبراطورية الألمانية، وجمهورية فايمار، ولد في فيينا، توفي في فيينا، عن عمر يناهز 69 عاماً.